# Chrysoprasis beraba
Chrysoprasis beraba är en skalbaggsart som beskrevs av Dilma Solange Napp och Martins 1997. Chrysoprasis beraba ingår i släktet Chrysoprasis och familjen långhorningar. Inga underarter finns listade i Catalogue of Life.